# 白菊酒造
白菊酒造株式会社（しらぎくしゅぞう）は、岡山県高梁市成羽町にある酒類製造・販売業者。代表銘柄は日本酒「大典白菊」。

## 沿革
1886年（明治19年） - 渡辺廣太郎によって備中国川上郡成羽村で創業。
1950年（昭和25年） - 渡辺酒造本店へ改組。
1972年（昭和47年） - 集中豪雨による洪水で成羽町全域が水没。水没した酒蔵が使用不能となる。
1973年（昭和48年） - 新たな蔵が完成し、成羽大関酒造株式会社に改組。
2007年（平成19年） - 社名を白菊酒造株式会社に変更。

## 大典白菊
大典白菊（たいてんしらぎく）は、白菊酒造を代表する日本酒の銘柄。
以前は「白菊」として醸造されていたが、昭和3年（1928年）、昭和天皇の御大典と全国清酒品評会で優等賞を受賞したことを機に、「大典」を冠すようになった。
2018年1月には、日本航空の国内線ファーストクラスの機内食として大典白菊が提供された。
2020年10月に発売された「純米祈り菊 (INORIGIKU)」の売上金の一部は、新型コロナウイルス感染症に関連する医療従事者の支援に充てられる。
2020年5月時点で、約20種類を製造している。

## 主な銘柄
日本酒
- 大典白菊

リキュール
- 日本酒仕込梅酒 香春梅

焼酎
- 米焼酎DAN 十年古酒